# روماين بريغيري
روماين بريغيري (9 أغسطس 1986

 في تالينس) (بالفرنسية: Romain Brégerie)‏ لاعب كرة قدم فرنسي يلعب حاليا في نادي الدرجة الثانية ميتز الفرنسي منذ 2008 في خط الدفاع .
لعب بريغيري في أندية لانغون كاستيتس (2001-2002) بوردو (2002-2008) سيت بالإعارة (2007-2008) .

## روابط خارجية
- روماين بريغيري على موقع رابطة كرة القدم الفرنسية للمحترفين (الإنجليزية)
- روماين بريغيري على موقع قاعدة بيانات كرة القدم.إي يو (الإنجليزية)
- روماين بريغيري على موقع بيانات كرة القدم. دي إي (الألمانية)
- روماين بريغيري على موقع ليكيب (الفرنسية)
- روماين بريغيري على موقع Soccerway.com (الإنجليزية)
- روماين بريغيري على موقع عالم كرة القدم.نت (الإنجليزية)
- روماين بريغيري على موقع كووورة
- روماين بريغيري على موقع AS.com (الإسبانية)